# Hervé Milazzo
Pour les articles homonymes, voir Milazzo (homonymie).
Hervé Milazzo est un footballeur français, né le 26 avril 1975 à Mulhouse. Il évolue au poste de défenseur central ou de milieu défensif.

## Carrière

### Débuts à Mulhouse
Hervé Milazzo est formé au FC Mulhouse, club où il arrive en 1984.
Il se fait remarquer lors de son premier match de coupe de France le 4 février 1995, en 16e de finale contre Saint-Lô, à moins de 20 ans. Il doit en effet remplacer le gardien de but titulaire qui s’était fait expulser lors de la prolongation. Il qualifiera son équipe en sortant trois tirs au but lors de la séance idoine.
Il participe aux quatre dernières saisons du club en Division 2 entre 1994 et 1998, date de la descente du club en National. Ces cinq saisons lui permettent toutefois de connaitre par deux fois les quarts de finale de la coupe de France, en 1995 et en 1997-1998. Le club dépose le bilan en 1999.

### Grenoble
Il décide alors de rejoindre le Grenoble Foot 38 qui vient de remonter en National et qui a pour ambition d’accéder à l’échelon supérieur. Le club isérois est tout proche d'atteindre cet objectif dès sa première saison mais le nul concédé chez un autre prétendant à la montée Angers lors de la dernière journée fait échouer Grenoble à la quatrième place, Angers montant alors.
Lors de la saison suivante, le club accède à la deuxième division et s’adjuge le titre de champion de France du national. Hervé Milazzo aura disputé 36 des 38 matchs et activement participé au second quart de finale de coupe de France de l’histoire du club et à son troisième à titre personnel; Hervé Milazzo marquant 3 buts dans les différents tours.
Suivront une première saison en L2 où l’objectif du maintien sera atteint, avant d’aborder de manière tonitruante, et avec Hervé Milazzo comme capitaine, le début de la saison 2002-2003, jusqu’à pointer à la 5e place après 18 journées. C’est alors que le club s’effondrera et terminera finalement à une modeste 12e place.

### Angoulême
Hervé Milazzo n’est pas conservé par Grenoble et choisit d’aller à Angoulême où on lui confiera le brassard de capitaine, mais Angoulême termine dix-huitième du National et est relégué en CFA.

### Retour à Mulhouse
Il décide alors de rejoindre son club formateur qui vient de descendre en CFA 2 où, en tant que capitaine, il encadrera les jeunes pousses mulhousiennes et leur permettra de remonter immédiatement en CFA. Les cinq saisons qui suivent se disputent toutes en CFA.

### Second départ du FC Mulhouse
Le 30 juin 2010, Hervé Milazzo s'engage avec l'AS Illzach Modenheim, club de la banlieue mulhousienne qui évolue en CFA 2. Il y reste deux ans avant de raccrocher les crampons.

### Carrière d'entraîneur
Il s'engage pour la saison 2012-2013 avec le club haut-rhinois du FC Hirtzbach qui évolue en Excellence Départementale.
Il entraîne l'ASC Biesheim pendant cinq saisons, de 2015 à 2020,.

### Statistiques
| Saison                | Club                  | Championnat           | Championnat | Championnat | Coupe nationale | Coupe nationale | Coupe de la Ligue | Coupe de la Ligue | Total | Total |
| Saison                | Club                  | Division              | M.          | B.          | M.              | B.              | M.                | B.                | M.    | B.    |
| 1994-1995             | FC Mulhouse           | Division 2            | 26          | 0           | 2               | 0               | -                 | -                 | 28    | 0     |
| 1995-1996             | FC Mulhouse           | Division 2            | 32          | 1           | 2               | 0               | 1                 | 0                 | 35    | 1     |
| 1996-1997             | FC Mulhouse           | Division 2            | 38          | 2           | -               | -               | 1                 | 0                 | 39    | 2     |
| 1997-1998             | FC Mulhouse           | Division 2            | 30          | 5           | 3               | 0               | 1                 | 0                 | 34    | 5     |
| 1998-1999             | FC Mulhouse           | National              | 29          | 3           | -               | -               | 1                 | 0                 | 30    | 3     |
| Sous-total            | Sous-total            | Sous-total            | 155         | 11          | 7               | 0               | 4                 | 0                 | 166   | 11    |
| 1999-2000             | Grenoble Foot 38      | National              | 37          | 5           | 1               | 0               | -                 | -                 | 38    | 5     |
| 2000-2001             | Grenoble Foot 38      | National              | 36          | 2           | 3               | 0               | -                 | -                 | 39    | 2     |
| 2001-2002             | Grenoble Foot 38      | Division 2            | 33          | 3           | 2               | 0               | 1                 | 0                 | 36    | 3     |
| 2002-2003             | Grenoble Foot 38      | Ligue 2               | 28          | 0           | 2               | 0               | 2                 | 0                 | 32    | 0     |
| Sous-total            | Sous-total            | Sous-total            | 100         | 8           | 8               | 0               | 3                 | 0                 | 111   | 8     |
| 2003-2004             | AS Angoulême          | National              | 32          | 5           | -               | -               | -                 | -                 | 32    | 5     |
| Sous-total            | Sous-total            | Sous-total            | 32          | 5           | -               | -               | -                 | -                 | 32    | 5     |
| 2004-2005             | FC Mulhouse           | CFA 2                 | 15          | 1           | 1               | 0               | -                 | -                 | 16    | 1     |
| 2005-2006             | FC Mulhouse           | CFA                   | 27          | 2           | 1               | 0               | -                 | -                 | 28    | 2     |
| 2006-2007             | FC Mulhouse           | CFA                   | 32          | 3           | -               | -               | -                 | -                 | 32    | 3     |
| 2007-2008             | FC Mulhouse           | CFA                   | 33          | 1           | 3               | 1               | -                 | -                 | 36    | 2     |
| 2008-2009             | FC Mulhouse           | CFA                   | 34          | 7           | 2               | 0               | -                 | -                 | 36    | 7     |
| 2009-2010             | FC Mulhouse           | CFA                   | 26          | 1           | 4               | 0               | -                 | -                 | 30    | 1     |
| Sous-total            | Sous-total            | Sous-total            | 167         | 15          | 11              | 1               | -                 | -                 | 178   | 16    |
| 2010-2011             | AS Illzach Modenheim  | CFA 2                 | 2           | 0           | 2               | 2               | -                 | -                 | 4     | 2     |
| 2011-2012             | AS Illzach Modenheim  | CFA 2                 | 2           | 0           | 1               | 0               | -                 | -                 | 3     | 0     |
| Sous-total            | Sous-total            | Sous-total            | 4           | 0           | 3               | 2               | -                 | -                 | 7     | 2     |
| Total sur la carrière | Total sur la carrière | Total sur la carrière | 492         | 41          | 29              | 3               | 7                 | 0                 | 528   | 44    |

## Palmarès
- Championnat de France de football National : 2001